# Rhaeboceras
Rhaeboceras — рід амонітів родини Scaphitidae, що існував у пізній крейді (71 — 66 млн років тому).

## Поширення
Викопні рештки представників роду знайдено в США і Канаді.

## Види
- Rhaeboceras albertense
- Rhaeboceras burkholderi
- Rhaeboceras cedarense
- Rhaeboceras coloradoense
- Rhaeboceras halli
- Rhaeboceras mullananum
- Rhaeboceras subglobosum
- Rhaeboceras whiteavesi